# Новиетун
Новиетун (лат. Novietunum) — название древнего города у Иордана в сочинении «О происхождении и деяниях гетов» (лат. De origine actibusque Getarum; или упрощенно «Getica») как указание ориентира границ расселения склавенов.

## Значение для науки
Определение локализации Новиетуна, упоминаемого Иорданом, необычайно важно для решения более общей проблемы: расселения славян в Европе.

## Тексты рукописей
Подлинник «Гетики» Иордана не сохранился, но существует не менее 12 немного отличающихся копий времен Средневековья (VIII—XIV вв.). Как правило, город в них именуется Novietunense (Nouietunense).

Склавены живут от города (civitate) Новиетуна (Novietunense) и озера, именуемого Мурсианским (Mursiano), до Данастра (Danastrum), и на север — до Висклы (Viscla), вместо городов у них болота и леса.
Оригинальный текст (лат.)Sclaveni a civitate Novietunense et laco qui appellatur Mursiano usque ad Danastrum et in boream Viscla tenus commorantur: hi paludes silvasque pro civitatibus habent.
— Иордан. О происхождении и деяниях гетов. Спб. Алетейя. 1997
| Препротограф | Протограф     | Буква | Рукописи                 | Датировка | Текст                           | Комментарий |
| ------------ | ------------- | ----- | ------------------------ | --------- | ------------------------------- | --- |
| β            | δ             | H     | Heidelbergensis          | VIII в.   | … nouietunense …                | |
| β            | δ             | P     | Palatinus                | X         | … nouietunense …                | |
| β            | δ             | A     | Mediolanensis Ambrosianu | XI-XII    | … nouietunense …                | |
| β            | δ             | V     | Valenciensis             | IX        | … nouietunense …                | |
| β            | δ             | L     | Laurentianus             | XI        | … nouietuense …                 | |
| β            | ε             | S     | Chelteniensis            | IX        | … noui et sclauinorum unnense … | Предполагается, что в протографе над словом «Novietunense» было уточнение «Sclavinorum», а последующие переписчики вставили его между «Noviet» и «unense», что привело к образованию слова «Noviet-Sclavinorum-unense», которое, после очередного переписывания, превратилось в конструкцию «nova et Sclavino Rumunnense». |
| β            | ε             | O     | Vaticanus Ottobonianus   | X         | … noui et sclauinorum unnense … | Предполагается, что в протографе над словом «Novietunense» было уточнение «Sclavinorum», а последующие переписчики вставили его между «Noviet» и «unense», что привело к образованию слова «Noviet-Sclavinorum-unense», которое, после очередного переписывания, превратилось в конструкцию «nova et Sclavino Rumunnense». |
| β            | ε             | B     | Breslaviensis            | XI        | … noui et sclauinorum unnense … | Предполагается, что в протографе над словом «Novietunense» было уточнение «Sclavinorum», а последующие переписчики вставили его между «Noviet» и «unense», что привело к образованию слова «Noviet-Sclavinorum-unense», которое, после очередного переписывания, превратилось в конструкцию «nova et Sclavino Rumunnense». |
| γ            | ζ             | X     | Cantabrigiensis          | XI        | … nouietanense …                | Ошибка, вызванная схожим написанием -u- и -а- в рукописях так называемого островного письма, где эти буквы трудноразличимы. |
| γ            | ζ             | Y     | Berolinensis             | XII       | … nouietanense …                | Ошибка, вызванная схожим написанием -u- и -а- в рукописях так называемого островного письма, где эти буквы трудноразличимы. |
| γ            | ζ             | Z     | Atrebatensis             | XIII-XIV  | … nouietanense …                | Ошибка, вызванная схожим написанием -u- и -а- в рукописях так называемого островного письма, где эти буквы трудноразличимы. |
| γ            | напрямую из γ | Q     | Panormitanus             | VIII      | … nouietunense …                | |

## Варианты прочтения
В 1771 году Иоганн Гаттерер в своей работе «Einleitung in die synchronistische Universalhistorie» предложил читать «civitate Novietunense» как «civitate Novi, et Unense». Аналогичным образом читал эту часть текста и Людвиг Гебгарди в его работе «Geschichte des Reichs Hungarn und der damit verbundenen Staaten» 1778 года.
В 1880 году Теодор Менке в своей работе «Hand-Atlas für die Geschichte des Mittelalters und der neueren Zeit» предложил прочтение «civitate nova et Utense», где Utense это река Utus Плиния, она же Utos Прокопия, чье современное название — Вит. Около устья этой реки стояла римская крепость Utum/Utus/Uto (в Итинерарии Антонина — между Oesco и Securisca).
Также, авторами XIX века предлагались прочтения «civitate Novi et Anense», «civitate Novi et Avense», «civitate Novi Etunense» и «civitate Novi Etimense».

## Версии локализации
О положении города Новиодуна среди исследователей нет согласия. Иордан в § 35 «Гетики» говорит о Новиетуне вместе с неким Мурсианским озером, поэтому некоторые исследователи сближают их. Существует несколько версий:
| Город                                     | Место   | Тип                                                      |
| ----------------------------------------- | ------- | -------------------------------------------------------- |
| Municipium Noviodunum ad Istrum           | Исакча  | муниципий (municipium) и легионерская крепость (castrum) |
| Municipium Flavium Latobicorum Neviodunum | Дерново | муниципий (municipium)                                   |

### Исакча
Академик Т. Моммзен (1817—1903) в указателе географических названий безоговорочно переправил «Novietunum» на «Noviodunum», так как предполагал, что Новиетун Иордана соответствует Новиодуну, находившемуся на месте современного города Исакча у дельты Дуная. Такая гипотеза поддержана авторами: Хауптманом, Графенауэром, Кудрначем, Паули, Кроллом. Доктор исторических наук Е. Ч. Скржинская, критически отнеслась к вольному прочтению названия Т. Моммзеном, отмечая, что:
«было бы неправильно не обратить внимания на то, что Иордан ввел в своё написание букву „е“ (она сохраняется во всех разночтениях, отмеченных Моммсеном), и не сопоставить её со звуком „е“ (от древней формы nevio — novio), присутствующим в названии южно-паннонского Новиодуна — Невиодуна. Несмотря на некоторые искажения географических названий, Иордан тем не менее нигде в своем тексте не обнаружил склонности к изменению буквы о на букву е.»

### Дрново
Доктор Е. Ч. Скржинская локализует Новиетун на реке Саве, недалеко от Любляны, аргументируя своё мнение следующим образом:
«В представлении людей VI в., которое, по-видимому, отразил Иордан (Get, §§ 30, 33, 35), западный предел расселения склавенов (а он, по признаку Мурсианского озера, совпадал с западным пределом Скифии) связывался с местом, где рождается Истр (§ 30), где простирается Мурсианское озеро (§§ 30 и 35), где, — как первое племя с запада, — сидят гепиды (§ 33), и с городом Новиетуном (§ 35). Из этих признаков отчетливее других третий: гепиды в тексте Иордана связаны с рекой Тиссой, впадающей в Дунай, как известно, между устьями Дравы и Савы; гепиды, особенно у Прокопия, неоднократно упоминаются как племя, владеющее именно этими местами Нижней Паннонии вместе с городами Сирмием и Сингидуном, за которые империя постоянно с ним боролась (например: Bell. Vand., Ι, 2, 6; Bell. Goth., IV, 25, 5; Anecd., 18, 18). Остальные признаки требуют разъяснения.»

## Языковая принадлежность
Большинство авторитетных учёных склоняются ко мнению, что название города кельтское, означает «новый город» или «новая крепость». Часть слова выводят из nov-ios и трактуют как «новый», другую часть выводят от кельтского термина dun-on и трактуют как «город» или «крепость» («укрепление»). В дополнение к этому, приводятся нескольких подобных названий городов и поселений на территориях, занимаемых кельтскими племенами (Новиодун, Невиодун, Новиедун).